# Francesco Soldera
Francesco Soldera (Milano, 28 dicembre 1892 – Milano, 20 febbraio 1957) è stato un calciatore italiano, di ruolo centrocampista.
Era il fratello maggiore di Giuseppe e per questo noto anche come Soldera I.

## Caratteristiche tecniche
(da La Gazzetta dello Sport, 1918)
(Pierangelo Brivio, Luigi La Rocca, in Il grande Milan nella grande guerra. La Coppa Federale 1915-16, Edizioni Anniversary Books)
Non dotato di un fisico eccezionale ha invece caratteristiche di grandissimo lottatore che lo rendono uno dei principali beniamini del pubblico nel pieno rispetto inoltre della fama che il Milan ha in quell'epoca, cioè quella di formazione mai doma, strenua lottatrice.

## Carriera
Francesco Soldera, come il fratello, iniziò a giocare nell'US Milanese.
Nel 1914 si trasferì al Milan, dove rimase per dieci stagioni, di cui le ultime due come capitano. Esordì in maglia rossonera in amichevole  il 3 maggio 1914 contro la Pro Vercelli (3-2) e in gare ufficiali il 4 ottobre dello stesso anno contro l'Audax Modena (Prima Categoria), partita terminata 13-0 per i rossoneri, miglior vittoria di sempre del Milan in partite ufficiali. Col Milan vinse tre tornei bellici: la Coppa Federale nel 1915-16, la Coppa Regionale Lombarda nel 1916-17 e la Coppa Mauro nel 1917-18.
Nel 1924 il Milan decise di non confermarlo, ma Soldera rimase comunque a Milano, passando all'Inter, dove però disputò solo una partita prima di ritirarsi.
È stato sepolto al Cimitero Maggiore di Milano; in seguito i suoi testi sono stati tumulati in una celletta, rimanendovi fino al termine dell'ultima concessione della stessa.

## Statistiche

### Presenze e reti nei club
| Stagione        | Squadra         | Campionato      | Campionato | Campionato | Coppe nazionali | Coppe nazionali | Coppe nazionali | Coppe continentali | Coppe continentali | Coppe continentali | Altre coppe | Altre coppe | Altre coppe | Totale | Totale |
| Stagione        | Squadra         | Comp            | Pres       | Reti       | Comp            | Pres            | Reti            | Comp               | Pres               | Reti               | Comp        | Pres        | Reti        | Pres   | Reti   |
| --------------- | --------------- | --------------- | ---------- | ---------- | --------------- | --------------- | --------------- | ------------------ | ------------------ | ------------------ | ----------- | ----------- | ----------- | ------ | ------ |
| 1914-1915       | Milan           | PC              | 18         | 2          | -               | -               | -               | -                  | -                  | -                  | -           | -           | -           | 18     | 2      |
| 1915-1916       | Milan           | -               | -          | -          | -               | -               | -               | -                  | -                  | -                  | CF          | 9           | 0           | 9      | 0      |
| 1916-1917       | Milan           | -               | -          | -          | -               | -               | -               | -                  | -                  | -                  | CRL         | 12          | 4           | 12     | 4      |
| 1917-1918       | Milan           | -               | -          | -          | -               | -               | -               | -                  | -                  | -                  | CM          | 10          | 1           | 10     | 1      |
| 1918-1919       | Milan           | -               | -          | -          | -               | -               | -               | -                  | -                  | -                  | CM          | 9           | 0           | 9      | 0      |
| 1919-1920       | Milan           | PC              | 12         | 2          | -               | -               | -               | -                  | -                  | -                  | -           | -           | -           | 12     | 2      |
| 1920-1921       | Milan           | PC              | 17         | 3          | -               | -               | -               | -                  | -                  | -                  | -           | -           | -           | 17     | 3      |
| 1921-1922       | Milan           | PD              | 20         | 0          | -               | -               | -               | -                  | -                  | -                  | -           | -           | -           | 20     | 0      |
| 1922-1923       | Milan           | PD              | 20         | 1          | -               | -               | -               | -                  | -                  | -                  | -           | -           | -           | 20     | 1      |
| 1923-1924       | Milan           | PD              | 22         | 1          | -               | -               | -               | -                  | -                  | -                  | -           | -           | -           | 22     | 1      |
| Totale Milan    | Totale Milan    | Totale Milan    | 109        | 9          |                 | -               | -               |                    | -                  | -                  |             | 40          | 5           | 149    | 14     |
| Totale carriera | Totale carriera | Totale carriera | ?          | ?          |                 | ?               | ?               |                    | ?                  | ?                  |             | ?           | ?           | ?      | ?      |

## Palmarès

### Giocatore

#### Competizioni nazionali
- Coppa Federale: 1

Milan: 1915-1916

#### Competizioni regionali
- Coppa Lombardia: 1

Milan: 1916-1917
- Coppa Mauro: 1

Milan: 1917-1918